# سبايك جونز (ممثل)
سبايك جونز (بالإنجليزية: Spike Jones)‏ هو موزع وموسيقي وفنان إيقاعي وممثل أمريكي، ولد في 14 ديسمبر 1911 في الولايات المتحدة، وتوفي في 1 مايو 1965 ببيفرلي هيلز في الولايات المتحدة بسبب نفاخ رئوي.

## أعمال

### أفلام
- (1943) دير فورهور فيس[8]

## وصلات خارجية
- سبايك جونز على موقع IMDb (الإنجليزية)
- سبايك جونز على موقع الموسوعة البريطانية (الإنجليزية)
- سبايك جونز على موقع ألو سيني (الفرنسية)
- سبايك جونز على موقع ميوزك برينز (الإنجليزية)
- سبايك جونز على موقع أول موفي (الإنجليزية)
- سبايك جونز على موقع إن إن دي بي (الإنجليزية)
- سبايك جونز على موقع أول ميوزيك (الإنجليزية)
- سبايك جونز على موقع ديسكوغز (الإنجليزية)
- سبايك جونز على موقع كينوبويسك (الروسية)